# أحمد راسم النفيس
أحمد راسم النفيس طبيب مصري وأستاذ جامعي وناشط إسلامي شيعي إثني عشري، ولد في (2 أغسطس 1952 م) في المنصورة بمصر، واشتهر بسبب تحوله المذهبي من الإسلام السني إلى الإسلام الشيعي، وقد كتب عدداً من الكتب تصل إلى 30 كتاب تقريباً، والنفيس حاصل على بكالوريوس الطب والجراحة (1977) وماجستير الباطنة العامة (1983) ودكتوراه الباطنة العامة - سكر وغدد (1992)، وهو حالياً أستاذ الباطنة العامة في كلية الطب بجامعة المنصورة في مصر، وقد أشرف على العديد من رسائل الماجستير والدكتوراه وعدد من الأبحاث في المجال الطبي كما شارك في العديد من المؤتمرات في هذا الحقل العلمي. كان أبوه من رجال التعليم، وأما جده فكان عالماً من علماء الأزهر الشريف يقوم بالخطابة في مسجد القرية، وكان له «منتدى» يجتمع فيه المثقفون من أبناء هذه القرية، يتعلمون على يديه العلوم الدينية والفقهية والأدبية.

## تعليمه
توجّه أحمد إلى الدراسة الأكاديمية حتى حصل عام 1970هـ على الثانوية العامة بمجموع أهله للدخول في كلية الطب بمدينة المنصورة، وفي الكلية بادر الدكتور أحمد إلى الالتحاق باتحاد الطلبة، لأنّه وجده أفضل مكان يتيح له العمل في المجال الثقافي، ومن هذا المنطلق تفتحت ذهنيته على الصراعات الفكرية والسياسية التي امتلأت بها الساحة المصرية في أوائل السبعينات.

## أسباب التحول
يقول الدكتور عن أسباب التحول المذهبي:

كنت في سفرة عائلية في أحد أيام صيف عام 1984 م، فعثرت في إحدى المكتبات على كتاب عنوانه: «لماذا اخترت مذهب أهل البيت؟»، فاستأذنتُ في أخذه، ولم يكن أحد يعبأ به أو يعرف محتواه فأخذت الكتاب، وقرأته، فتعجبت، ثم تعجبت كيف يمكن لعالم أزهري هو الشيخ محمد مرعي الأمين الأنطاكي مؤلف الكتاب أن يتحول إلى مذهب أهل البيت (عليهم السلام)، فأرقتني هذه الفكرة آونة، وقلت في نفسي: هذا الرجل له وجهة نظر ينبغي احترامها، فلم أقرر شيئاً أنئذ واحتفظت بالكتاب. وبعد عام وفي التوقيت نفسه، وفي المكان نفسه، عثرت على الكتاب الثاني: «خلفاء الرسول الاثنا عشر» فقرأته وفهمته ولم أقرر شيئاً، ولكنني شعرت بأنني اقترب بصورة تدريجية إلى فكر أهل البيت.
ويضيف الدكتور أحمد: مضت أيام، وكان هناك معرض للكتاب في كلية الطب بالمنصورة، فمررت به فوجدت كتاباً بعنوان «الإمام جعفر الصادق» تأليف المستشار عبد الحليم الجندي، طبعة مجمع البحوث الإسلامية 1997م. فقلت في نفسي: هذا كتاب عن الإمام جعفر الصادق من تأليف كاتب مصري سُنّي، وصادر من قبل مؤسسة رسمية قبل قيام الثورة الإسلامية في إيران، فأخذته وقرأته وتزلزل كياني لما فيه من معلومات عن أهل البيت طمستها الأنظمة الجائرة وكتمها علماء السوء، فان القوم لا يطيقون أن يذكر آل محمد بخير. فعدتُ إلى الكتابين السابقين، وأخرجت ما فيهما من المعلومات، ووجدتها جميعها من مصادر سُنية، فقلت في نفسي: لعلّ المسلمين الشيعة كذَّبوا فاوردوا على الناس ما لم يقولوه! فلنعد إلى هذه المصادر بنفسها، فقمتُ بعملية جرد دقيق لجميع هذه الكتب، سواء منها ما كان في مكتبتي الخاصة، أم كان كان في مكتبة جمعية الشبان المسلمين، وتحققت فعلاً من صحة هذه المعلومات. لم تمض إلا أسابيع بعد البحث الجاد والمقارنة بين المذهب السني والمذهب الشيعي إلا وكانت المسألة محسوسة تماماً من الناحية العقائدية، ثم التقيت بواحد من الأصدقاء القدامى الذي وجدته على هذا الأمر، وبدأنا في دراسة بعض الاحكام الفقهية اللازمة لتصحيح العبادات.

## مرحلة الانتماء إلى مذهب التشيع
يقول الدكتور أحمد:

لم تمض إلا أسابيع بعد البحث الجاد والمقارنة بين المذهب السني والمذهب الشيعي إلا وكانت المسألة محسوسة تماماً من الناحية العقائدية، ثم التقيت بواحد من الأصدقاء القدامى الذي وجدته على هذا الأمر، وبدأنا في دراسة بعض الاحكام الفقهية اللازمة لتصحيح العبادات.
وكنت مشغولاً في هذا الوقت في إنهاء رسالة الدكتوراه، حتى أنني اقفلت عيادتي للتفرغ للعمل بهذه الرسالة، وقبلت في نيسان عام 1986 وبدأت اتأهب لدخول امتحانات الدكتوراه في تخصص «الباطنية العامة». فاقبلت على القراءة العلمية وكانت راحتي ومتعتي الوحيدة إذا اصابني الملل من القراءة في الطب، هي اللجوء إلى كتب أهل البيت (عليهم السلام).

النفيس له علاقات مع مراجع الشيعة، وله لقاءات بينهم، وفي صفر 1429 هـ، التقى بالمرجع الشيرازي.

## مؤلفاته
بعد تحول النفيس المذهبي بدأ بتأليف عدد من الكتب التي تدافع عن الإسلام الشيعي، ونذكر منها:
- الطريق إلى مذهب أهل البيت.[4]
- على خطى الحسين.[4]
- بيت العنكبوت
- القرضاوي وكيل الله أم وكيل بني أمية
- المصريون والتشيع الممنوع
- الشيعة والثورة

مقالات
- فقه التغيير بين سيِّد قطب والسيد محمد باقر الصدر.[5]

## وصلات خارجية
صفحة د. أحمد راسم النفيس - مركز الأبحاث العقائدية